# عربشاه خرگوشان (کلیبر)
عربشاه خرگوشان (به ترکی آذربایجانی: پوخلو حرفشه) یکی از روستاهای استان آذربایجان شرقی است که در دهستان ییلاق بخش مرکزی شهرستان کلیبر واقع شده‌است.